# الاحتجاجات الكوبية 2021
احتجاجات كوبا لعام 2021 هي سلسلة احتجاجات ضد الحكومة الكوبية والحزب الشيوعي الحاكم في كوبا بدأت في 11 يوليو من عام 2021 نتيجة نقص الغذاء والدواء واستجابة الحكومة لتفشي جائحة فيروس كورونا في كوبا. وصفت صحيفة 20 مينوتوس الاحتجاجات بأنها أضخم احتجاجات مناوئة للحكومة منذ انتفاضة ماليكونازو في عام 1994. حتى يوم 14 يوليو توفي شخص واحد خلال صدام وقع بين المحتجين والشرطة.

## الخلفية
شهد العام 2020 تدهورًا للأوضاع الاقتصادية في كوبا. وشهد الاقتصاد الكوبي انكماشًا بنسبة 10.9% في عام 2020 وبنسبة 2% خلال الأشهر الستة الأولى من عام 2021. نشأت الأزمات الاقتصادية من مجموعة من العوامل، من بينها انخفاض الدعم المالي (الوقود المدعوم) من فنزويلا حليفة كوبا، والحظر الأمريكي على كوبا والعقوبات الأمريكية ضد كوبا وتأثير جائحة فيروس كورونا التي ضربت صناعة السياحة في البلاد وأدت إلى انخفاض في الحوالات المرسلة من كوبيين خارج البلاد. وتفاقمت الأوضاع أيضًا بسبب عدم الكفاءة. يحد الحظر من قدرة الجزيرة على الحصول على الغذاء والدواء ويؤثر على نظام الطاقة الكهربائية في البلاد. أفضت الظروف الاقتصادية المتدهورة إلى انخفاض مستوى معيشة الكوبيين، ونقص الغذاء والمنتجات الأساسية الأخرى ونقص العملة الصعبة واستمرار انقطاع التيار الكهربائي.
طورت الحكومة لقاح كوفيد-19 الخاص بها بدلًا من شراء اللقاحات الأجبنية إلا أن العملية تأخرت وكان طرح اللقاح بطيئًا، الأمر الذي أثار غضب بعض الكوبيين ودفع بهم إلى المطالبة بمزيد من اللقاحات. في الوقت الذي اندلعت فيه الاحتجاجات، كان نحو 15% من الشعب الكوبي قد طُعم بالكامل. في عام 2021، بدأت حالات الإصابة بكوفيد-19 بالارتفاع في كوبا ولا سيما في مقاطعة ماتانزاس، وتفاقمت الأوضاع نتيجة نقص الأدوية والغذاء. استجابت الحكومة بنشر المزيد من الأطباء في المحافظة.
تأججت الاحتجاجات أيضًا بسبب الاستياء من الحكومة الكوبية وقيودها على الحريات المدنية للكوبيين.
نظرًا إلى تفاقم الأزمات، أُطلقت حملة على وسائل التواصل الاجتماعي مستخدمة الهاشتاغ #_أنقذوا_كوبا وهاشتاغ #_أنقذوا_ماتانزاس لجمع الأموال والمواد الطبية والمواد الغذائية وإمدادات أخرى بهدف إرسالها إلى كوبا. انضم إلى الحملة شخصيات عالمية مختلفة مثل دون عمر وريكاردو مونتانير وأليخاندرو سانز ونيكي جام وجاي بالفين ودادي يانكي وبيكي جي وميا خليفة. اعترفت الحكومة الكوبية بالأزمة ووصفتها بأنها «بالغة التعقيد» إلا أنها رفضت اقتراح إقامة ممر إنساني ووصفت الحملة بأنها محاولة لتشويه الحقائق. أنشأت كوبا حسابًا مصرفيًا لتلقي المساعدات وقالت أنه مفتوح لتلقي التبرعات، على الرغم من أن الحساب المخصص موجود في بنك كوبي يخضع لعقوبات الولايات المتحدة. وفقًا لميامي هيرالد، تاريخيًا، رفضت الحكومة المساعدات القادمة من المنفيين الكوبيين أو صادرتها.

## الاحتجاجات

### 11 يوليو
في 11 يوليو 2021، خرجت مظاهرتان عفويتان على الأقل في سان أنطونيو دي لوس بانيوس، بالقرب من هافانا، وفي بالما سوريانو في مقاطعة سانتياغو دي كوبا، ترددان أغنية «باتريا إيا فيدا» (الوطن والحياة). اسم الأغنية هو قلب لشعار الثورة الكوبية «باتريا أو مويرتي» (الوطن أو الموت). بُثت مقاطع فيديو على وسائل التواصل الاجتماعي لمتظاهرين وهم يرددون شعارات «الحرية» و«تسقط الشيوعية» و«لسنا خائفين» إضافة إلى متظاهرين يطالبون باللقاحات. نشرت وسائل الإعلام التابعة للمعارضة مثل مارتي نوتيسياس مقاطع فيديو على وسائل التواصل الاجتماعي لاحتجاجات على ماليكون في هافانا وسانتياغو وسانتا كلارا وسييغو دي أفيلا كاماغوي وبايامو وغوانتانامو وسان خوسيه دي لاس لاخاس وهولغوين وكارديناس. وفقًا لأورلاندو غوتيريز، المعارض المنفي من جمعية المقاومة الكوبية، كانت هناك احتجاجات في أكثر من 15 مدينة وبلدة في كوبا. طلب غوتيريز من حكومة الولايات المتحدة الأمريكية قيادة تدخل دولي يحول دون أن يصبح المحتجون «ضحايا حمام دم». ودعت حركة سان إيسيدرو المتظاهرين إلى السير إلى ماليكون في هافانا.
تحدث الرئيس الكوبي والسكرتير الأول للحزب الشيوعي دياز كانيل أن الحظر الذي تفرضه الولايات المتحدة ضد كوبا والعقوبات الاقتصادية يتحملان مسؤولية الأوضاع التي أدت إلى الاضطرابات. وحث الكوبيين الأوفياء في بث تلفزيوني خاص على النزول إلى الشوارع في احتجاجات مضادة ردًا على المظاهرات، قائلًا إن «لقد أعطي الأمر بالقتال، إلى الشوارع أيها الثوريون». وصفت الحكومة الكوبية الاحتجاجات بأنها «معادية للثورة». شكل الكوبيون الأصغر سنًا غالبية المتظاهرين، في حين استجاب بعض أفراد الجيل الأكبر سنًا للمظاهرات بمساعدة السلطات الكوبية.
بعد خطاب السكرتير الأول دياز كانيل، وصل إلى الكابيتوليو نحو 300 مؤيد للحكومة، وأفادت ميامي هيرالد عن تعرض أحد مصوري وكالة أسوشيتد برس لاعتداء من قبل هؤلاء المحتجين المضادين في حين أصيب مصور آخر لأسوشيتد برس على يد الشرطة. واحتجزت السلطات مصور وكالة أسوشيتد برس رامون اسبينوزا. وأفاد سكان سان أنطونيو أن الشرطة قمعت المتظاهرين واعتقلت بعض المشاركين. وشوهد أشخاص في مقاطع فيديو انتشرت على مواقع التواصل الاجتماعي وهم يرشقون الشرطة بالحجارة في حين سُمعت أنباء عن ضرب السلطات للمتظاهرين. بحلول المساء كانت الاحتجاجات قد تبددت.
أفاد الصحفي الكوبي يواني سانشيز عن إصابة بعض الأشخاص بعد احتجاجات 11 يوليو واعتقال المئات.

### 12 يوليو
في 12 يوليو، وردت أنباء عن خروج المزيد من المظاهرات في كوبا. وألقي القبض على صحفي من صحيفة إيه بي سي الإسبانية وحطمت مجموعة من المحتجين لوحة لفيديل كاسترو. ذكرت منظمة مراقبة الإنترنت نت بلوكس أن منصات وسائل التواصل الاجتماعي في كوبا خضعت للرقابة اعتبارًا من 12 يوليو 2021 على الرغم من أن الشبكات الخاصة الافتراضية كانت قادرة على تجاوز الحظر الحكومي، ومع وجود للشرطة في شوارع هافانا. وفقًا لسويس إنفو، تجمعت عشرات النساء أمام مراكز الشرطة للاستفسار عن مكان أزواجهن وأطفالهن وأقاربهم المعتقلين أو الذين اختفوا خلال أحداث اليوم السابق. بعد أن وُجهت إليه تهم حول الأشخاص المفقودين، صرح دياز كانيل: «لقد توصلوا مسبقًا إلى حقيقة أننا نقمع في كوبا، وأننا نقتل، أين هي الجرائم الكوبية؟ أين هو القمع الكوبي؟ أين المغيبون في كوبا؟». عقدت القيادة العليا للحزب الشيوعي الكوبي، بما فيها السكرتير الأول الأسبق للحزب راؤول كاسترو، اجتماعًا تناول قضية الاحتجاجات وأصدر بيانًا «يحلل الاستفزازات التي دبرتها العناصر المعادية للثورة، ونظمتها ومولتها الولايات المتحدة بهدف زعزعة الاستقرار».
اتهم دياز كانيل الولايات المتحدة باستخدام سياسة «الخنق الاقتصادي لإحداث اضطرابات اجتماعية» في كوبا. ووصف وزير الخارجية برونو رودريغيز باريلا المحتجين ب«المخربين».
منعت السلطات الوصول إلى منصات التواصل الاجتماعي مثل واتس أب وتيليغرام وفيسبوك وإنستاغرام.

### 13 يوليو
قدرت منظمة أمريكية 501 (c) (3) حصيلة القتلى خلال الاحتجاجات بخمسة أشخاص.
خلال مقابلة مباشرة مع برنامج تودو إس مينتيرا الذي يبثه التلفزيون الإسباني، احتجز ضباط الأمن الكوبيون الناشطة الكوبية وصانعة المحتوى على موقع يوتيوب دينا ستارز.
أغلق محتجون في ميامي، فلوريدا، الولايات المتحدة، طريق بالميتو السريع في كلا الاتجاهين بصورة مؤقتة لإظهار الدعم للمحتجين الكوبيين. وذكرت بعض الصحف أن المحتجين انتهكوا قانون مكافحة الشعب في فلوريدا، إلا أنه لم توجه أية تهم إلى أي من المحتجين وقال حاكم فلوريدا رون ديسانتيس إنه لا يعتقد بأن القانون قد طُبق.